# McFly
McFly là tên của một ban nhạc pop rock đến từ Anh Quốc, thành lập vào năm 2003. Ban nhạc gồm có Tom Fletcher (hát chính, ukelele, guitar và piano), Danny Jones (hát chính, harmonica và guitar), Dougie Poynter (hát bè và bass), và Harry Judd (bộ gõ). Họ ký hợp đồng với Island Records từ năm 2004 đến tháng 12 năm 2007, trước khi tự tạo nên nhãn hiệu thu âm của riêng mình: Super Records.
McFly trở nên nổi tiếng sau khi được ban nhạc đàn anh Busted mời đến mở đầu cho tour biểu diễn của họ vào năm 2004. Năm 2005, McFly thắng giải Brit Award cho danh mục "Best British Pop Act" (Trình diễn pop tốt nhất). Album debut "Room on the 3rd Floor" khi ra mắt đã trở thành number 1 của UK album chart và đã được chứng nhận là double-platinum (hơn 600.000 bản sao). Điều này khiến họ trở thành ban nhạc trẻ nhất có được album debut ở vị trí số 1 của bảng xếp hạng âm nhạc Anh - phá vỡ kỷ lục của The Beatles. 1 tháng sau khi album được ra mắt, ban nhạc có tour biểu diễn đầu tiên trên nước Anh.
Album thứ hai của nhóm, Wonderland phát hành năm 2005 cũng leo lên được vị trí số 1 ở Anh. Album thứ 3, Motion in the Ocean phát hành ngày 6/11/2006 đứng ở vị trí thứ 6 ở Anh. McFly phát hành album All the Greatest Hits vào ngày 5/11/2007, đứng vị trí thứ 4 ở bảng xếp hạng của Anh. Album phòng thu thứ tư của họ, Radioactive, được tặng miễn phí kèm theo trong tờ báo The Mail on Sunday ngày 20/07/2008 trước khi phát hành chính thức vào ngày 2/09/2008. Tính đến tháng 2/2014, McFly có tổng cộng 18 bài hát nằm trong Top 20 của bảng xếp hạng Anh, trong đó có 7 bài xếp thứ 1 và 17 bài xếp trong Top 10.
Theo BPI, nhóm nhạc đã bán được ít nhất 2 triệu bản album và 1.8 triệu đĩa đơn chỉ tính riêng trong Anh quốc. Nhóm cũng bán được hơn 10 triêu bản thu âm trên toàn cầu.
McFly cũng đã từng đóng vai chính họ trong bộ phim Just My Luck vào năm 2006, cùng với sự góp mặt của Lindsay Lohan và Chris Pine. Họ cũng phát hành một album phiên bản US, album này cũng được sử dụng như nhạc phim. Ban nhạc cũng đã từng biểu diễn ở rất nhiều các dự án từ thiện như Comic Relief, Children in Need, Live 8, Sport Relief và Earth Hour.
Sau 4 buổi diễn kỷ niệm 10 năm thành lập ban nhạc, vào tháng 11/2013, 4 thành viên McFly đã kết hợp với 2/3 của nhóm Busted (ngoại trừ Charlie Simpson) đế tạo thành 1 "siêu nhóm nhạc" McBusted. Họ đã thực hiện 1 tour diễn đầu tiên trong 34 ngày, chơi các bài hát của cả McFly và Busted. Sau khi Simpson trở lại Busted vào tháng 11/2015, McFly đã comeback và bán sạch vé của tour diễn Anthology Tour vào tháng 9/2016. Sau đó, ban nhạc đã có một sự tạm dừng mọi hoạt động vô thời hạn, với những lời thông báo từ Twitter của họ rằng các chàng trai sẽ tập trung vào các dự án solo trong năm 2018. Vào tháng 1/2019, Poynter đã xác nhận qua một podcast rằng ban nhạc sẽ tái xuất với một album và tour diễn mới. Sau đó, vào tháng 9 ban nhạc đã công bố một album mới với những bài hát chưa được phát hành và một buổi diễn tại O2 Arena vào tháng 11/2019, theo sau là một tour diễn comeback 2020.

## Lịch sử

### 2002-04: Sự hình thành
Năm 2001, Tom Fletcher tham gia buổi tuyển thành viên của Busted. Anh được nhận vào đội hình của Busted, nhưng chỉ trong 24 tiếng. Island Record quyết định đội hình chỉ có ba người, thay vì 4. Hãng thu âm này không cho Tom 1 vị trí trong Busted nhưng nhận thấy tài viết nhạc của anh nên đã đề nghị anh tham gia viết nhạc cho Busted. Ở đây Tom gặp James Bourne, thành viên của Busted nhưng cũng là 1 nhà viết nhạc, người mà anh cho rằng đã dạy mình cách viết kết cấu bài hát và giai điệu "come up with good, poppy melodies".
Khi đang viết album thứ hai của Busted, A Present For Everyone, Tom được hãng thu âm mời đến giúp buổi ghi hình thử giọng của 1 ban nhạc mới, V. Đây là thời điểm Tom gặp được Danny Jones. Danny đến buổi thử giọng vì nhầm lẫn V thành 1 ban nhạc sử dụng nhạc cụ thay vì 1 ban nhạc hát và nhảy vũ đạo mà họ đã định hướng. Tom thấy ấn tượng vì phong cách đặc biệt của Danny và mời anh đến viết nhạc cùng anh và James. Khi dự án viết nhạc của Busted đã đến hồi kết, cả hai bắt đầu phối hợp cho ban nhạc (chưa có tên) của họ, và chuyển đến khách sạn InterContinental ở London trong 2 tháng để tập trung viết nhạc cùng nhau. Người chơi Bass Dougie Poynter và tay trống Harry Judd sau đó được tuyển mộ qua 1 quảng cáo tuyển dụng trên tạp chí NME. 2 anh chàng, cùng đến từ Essex, trùng hợp đến cùng 1 buổi thử giọng, bắt chuyện với nhau về ban nhạc The Starting Line, sau khi Dougie để ý đến logo và tên của họ được in trên áo phông của Harry.
Phong cách âm nhạc ban đầu của McFly là surf/pop rock. Ca khúc debut "5 colours in her hair", phát hành ngày 29/03/2004, lọt vào top 1 BXH Ca khúc của Anh vào tháng 4/2004 và ở đó trong 2 tuần. Tháng 7/2004, ca khúc thứ 2 "Obviously" cũng đứng đầu BXH. Album debut của họ "Room on the third floor" cũng đứng thứ 1 tại BXH Album Anh. Nó được chứng nhận Double Bạch Kim bởi Hiệp hội công nghiệp thu âm của Anh. McFly cũng phá kỷ lục là ban nhạc trẻ nhất đạt được album debut đứng thứ 1, danh hiệu trước đó thuộc về The Beatles. Sở dĩ tên "Phòng ở trên tầng 3" là vì đó là nơi Danny và Tom viết các ca khúc của album: phòng 363 của khách sạn InterContinental tại London. Ca khúc thứ 3 "That girl", phát hành 6/9/2004, lọt vào top 3. Ca khúc thứ 4, "Room on the third floor" được phát hành 5/11/2004 và đứng ở vị trí thứ 5. McFly từng hỗ trợ cho Busted trong tour diễn khắp UK, cùng với V vào tháng 2/2004 và sau đó có tour diễn đầu tiên vào tháng 9/2004

### 2004-07: Wonderland và Motion in the Ocean
Tháng 3/2005, McFly ra mắt bản "Double A-Side" All About You/You've got a friend từ album thứ 2 Wonderland. Ca khúc leo lên vị trí thứ một trong tuần từ 13/3/2005, với toàn bộ doanh thu được ủng hộ cho Comic Relief. MV cho ca khúc You've got a friend được ghi hình tại Uganda, nơi McFly đến để thăm các em nhỏ bị nhiễm HIV ở đây.
Vài tháng sau, vào ngày 2/7, họ đồng biểu diễn trong Live 8 Japan, cùng với Björk và Good Charlotte. Đĩa đơn thứ 2 I'll be OK, được phát hành ở Anh vào ngày 15/8/2005 và là đĩa đơn thứ tư của họ dành vị trí thứ 1 trên BXH Anh. Album mới của họ được phát hành vào ngày 29/8/2005 và nhanh chóng đạt No1. Single thứ ba của album Wonderland, "I wanna hold you" được phát hành ngày 17/10/2005 với bài hát "Easy Way Out" và nó là single thứ sáu của họ đạt được top 3. Đĩa đơn thứ 4 và cuối cùng, "Ultraviolet/The ballad ò Paul K" từ album Wonderland được phát hành ngày 12/12/2005 và đạt No9. McFly tổ chức tour diễn Wonderland Arena Tour, được bắt đầu từ ngày 15/9/2005 và được mở màn bởi Tyler James và Famous Last Words. Bản DVD của tour diễn được ghi âm trực tiếp tại MEN Arena, thành phố Manchester, và được phát hành ngày 28/11. Họ cũng được biểu diễn tại Royal Variety Performance 2005. Một chiếc roller coaster ở công viên Alton Tower đã đổi tên thành Wonderland trong 1 tháng trong năm 2005 để kỷ niệm ngày album cùng tên phát hành. Ban nhạc được quay phim khi đang chơi nó với người thắng cuộc của 1 cuộc thi trên chương trình CD:UK.
Năm 2006, McFly muốn lấn sân sang Mỹ, xuất hiện trong bộ phim Just My Luck cùng Lindsay Lohan, phát hành ngày 12/5, 3 ngày sau các soundtrack của bộ phim, được lấy từ album Room on the third Floor và Wonderland, và 1 phiên bản mới của Five Colours in Her Hair. McFly đã biều diễn ở Los Angeles và New York, cũng như tham dự buổi công chiếu phim Just My Luck ở Hollywood.
Single đầu tiên năm 2006 của McFly, "Please, Please", ra mắt ở vương quốc Anh dưới dạng "double A-side" kết hợp với bản cover Queen "Don't stop me now" vào ngày 17/7 và trở thành ca khúc chủ đề cho Sport Relief 2006. Nó đạt No1 UK chart vào ngày 23/7, là single thứ năm của ban nhạc giành được No1 trong sự nghiệp của họ. Ngày 14/9/06, album tiếp theo của nhóm được xác nhận trên website chính thức là sẽ mang tên "Motion in the Ocean". Album này được phát hành ngày 6/11/06 và đạt No6. "Star girl", 1 ca khúc trong album, được phát hành ngày 23/10/06, để quảng bá cho album, và đạt được No1 ngay trong tuần đầu tiên. "Sorry's Not Good Enough/Friday Night", ra mắt ngày 18/12/06, chạm mốc N3 trong UK Singles Charts. "Friday Night" được thể hiện trong bộ phim "Night at the Museum", bộ phim được công chiếu ngày 22/12/06 ở Canada và Mỹ, và 26/12/06 ở vương quốc Anh. Single tiếp theo, "Baby's Coming Back/Transylvania", được phát hành ngày 7/5/07, trở thành No1 thứ 7 của ban nhạc. Vơi dự định ban đầu sẽ ra mắt single vào ngày 26/2, nhưng McFly bỏ dự định đó để trở về thăm thị trấn Kamwokya,Uganda, nơi mà họ đã từng ghé thăm với chiến dịch Comic Relief năm 2005.
McFly tổ chức tour diễn "Motion in the Ocean" từ 17/06/2006 và được trợ giúp bởi ban nhạc The Click Five và Nylon. Họ cũng tổ chức tour diễn khác "Up Close and Personal", trợ giúp bởi Lil' Chris, mở màn vào 20/03/2007 và được biểu diễn hơn 24 show. "Motion in the Ocean" được phát hành lại như 1 phiên bản đĩa đôi với sự bổ sung ca khúc "Baby's Coming Back" và DVD từ buổi diễn live tại SVĐ Wembley vào 14/05/2007, nó đã đạt vị trí No.14 trên bảng xếp hạng.

### 2007-09: All the Greatest Hits, các tour diễn và Radio:Active
Album tổng hợp All the Greatest Hits của Mcfly được phát hành vào 5/11/2007 và đạt No.4 trên bảng xếp hạng. Đĩa đơn đầu tiên của album, The Heart Never Lies, đạt No.3 trên bảng xếp hạng đĩa đơn UK, và được ra mắt tại V Festival vào tháng 8. Album cũng bao gồm 2 ca khúc nổi bật bên cạnh "The Heart Never Lies", là "The Way You Make Me Feel" và "Don't Wake Me Up". Sau đó, ban nhạc đi tour trong 26 buổi biểu diễn trong 1 tháng, bắt đầu từ gần cuối tháng 11/2017, được trợ giúp bởi Elliot Minor và Saving Aimee, để quảng bá album.
Vào 23/02 và 1/03/2018, họ biểu diễn 2 show tại khách sạn Annandale ở Sydney, Úc khi đang thu Radio:Active. Họ đã biểu diễn 1 set list y hệt như trong tour The Greatest Hits. Đây cũng chính là nơi họ thu tiếng hát tập thể của khán giả câu "we don't care" mà sau đó được dùng vào đĩa đơn "One for the Radio". Một album tổng hợp B-Sides cũng được phát hành vào 3/12/2007, The Greatest Bits: B-Sides & Rarities, bao gồm 12 ca khúc B-sides của họ.
Vào 20/08/2008, McFly đã xác nhận album phòng thu tháng 4 của họ sẽ được đặt tên Radio:Active (chính xác là Radio:ACTIVE). Album được thu âm ở Úc, và được tặng miễn phí như 1 quà tặng khi mua The Mail on Sunday vào 20/07/2008. Sau đó nó đã được phát hành trên thị trường vào 22/09/2008 với 4 ca khúc bổ sung, 1 DVD và 1 quyển booklet dài 32 trang. Album đã được tiết lộ sau khi McFly xác nhận rằng họ đã chấm dứt với Island Records vì họ cảm thấy bất đồng với một số điều khoản mà hãng đĩa đã yêu cầu. Sau khi giới thiệu hãng đĩa mới của họ, ban nhạc nói rằng họ "sẽ không loại trừ" việc ký thêm với các nghệ sĩ khác, nhưng trong thời điểm đó họ chỉ muốn tập trung vào việc phát hành "những thứ của họ". Radio:Active là sự pha trộn giữa tình yêu của vintage rock với một chút Anh trên 1 nền nhạc pop-rock.
Đĩa đơn đầu tiên phát hành từ album Radio:Active là "One for the Radio", 1 bài hát về "sự cố gắng không ngừng để đạt được sự công nhận" của ban nhạc. Đĩa đơn này được ra mắt trên BBC Radio 1's Switch với Nick Grimshaw vào 1/06/2008. và được phát hành vào 14/07/2008. Tính đến 25/06/2008, "One for the Radio" đã được bao gồm trong Radio 2's A list, nghĩa là ca khúc sẽ được ưu tiên phát trên radio vào ban ngày. Đĩa đơn này đã đạt No.2 trên bảng xếp hạng. Album này đã được thu âm và sản xuất tại Úc. McFly đã có 1 buổi biểu diễn thử vào 10/07/2008 tại Shepherds Bush Empire và biểu diễn 1 buổi khác tại KOKO và 24/07/2008 như 1 phần của iTunes Live Festival '08. EP của buổi biểu diễn này, phát hành 4/08/2008, đã trở nên khả dụng trên iTunes Store. Đĩa đơn thứ 2 trong album, "Lies" đã được phát hành vào 15/09/2008 và đã đạt No.4 trên bảng xếp hạng.
McFly tiến hành tour diễn arena thứ 6 của mình vào năm 2008, bắt đầu từ 7/11/2008, trong 14 show, và được trợ giúp bởi ban nhạc sản xuất Avenue và ban nhạc pop rock Indie Reemer. Họ cũng biểu diễn 4 buổi ở Brazil từ 5/10/2008 tới 11/10/2008. Đĩa đơn thứ 3 của album là "Do Ya/Stay With Me", được phát hành 23/11/2008. Bài hát này được phát hành để hỗ trợ chương trình Children in Need trong năm 2008 và đạt được vị trí thứ 18 trong UK Singles Chart, vị trí thấp nhất của bất kỳ ca khúc nào của họ tính đến thời điểm này, và cũng là đĩa đơn đầu tiên không đạt top 10. Vào năm 2009 McFly quyết định sắp xếp 1 tour diễn nữa, với những khán phòng nhỏ hơn, và nó được gọi là Up Close... And This Time It's Personal bắt đầu vào 18/04 ở Amsterdam. Sau đó họ đi 14 show tại VƯơng Quốc Anh trước khi đi 7 show tại Nam Mỹ bao gồm Brazil, Argentina và Chile. David Archuleta, á quân cuộc thi American Idol, đã trợ giúp cho họ trong các buổi ở UK. Họ cũng dự định biểu diễn tại Mexico nhưng cuối cùng bị hoãn vì dịch cúm xảy ra tại nước này.
McFly đã đạt được album đạt No.1 thứ 3, Radio:Active, với DVD Radio:Active - Live at Wembley Tour vào 17/05/2009. Tour diễn Up Close... And This Time It's Personal kết thúc vào 9/06. Cũng trong tháng này McFly tổ chức 3 buổi biểu diễn cho ủy ban lâm nghiệp, là những buổi diễn được diễn ra hàng năm để nâng cao nhận thức về những cánh rừng ở UK. Họ được hỗ trợ bởi ban nhạc rock Indie Vagabond. Cũng trong tháng 6, McFly đã tạo ra 1 sự xuất hiện bất ngờ tại buổi diễn của Jonas Brothers' tại SVĐ Wembley vào 15/06, khi mà họ đã cùng nhau hát ca khúc "Star Girl".

### 2010-12: Above the Noise và Memory Lane... Best of McFly
Vào mùa thu năm 2010. McFly đã tái ký và hợp tác với hãng thu âm cũ của họ (Island Records) để khởi tạo và triển khai 1 website tương tác, Super City, trang web đã tạo ra cho các fan hâm mộ 1 sự tương tác chưa từng có với ban nhạc. Những người đăng ký sẽ có thể tải về các CD trước khi nó được bày bán ở các cửa hiệu. Họ cũng sẽ được truy cập vào các dòng chảy video, các webchat, thẻ VIP tại các buổi biểu diễn, và quyền ưu tiên khi mua vé. Trang web này cũng được phát triển trong hi vọng sẽ đẩy lùi được nạn ăn cắp bản quyền (piracy) và nhận được sự trung thành của các fan hâm mộ, khi họ có thể truy cập vào bất cứ văn hóa phẩm nào trước khi nó bị rò rỉ. Website này có khoảng 50,000 lượt truy cập trong ngày đầu tiên, khiến cho nó bị sập vì quá tải trong vòng 2 tuần.
Đĩa đơn đầu tiên trong album thứ 5 của họ, "Party Girl", được chắp bút tại Atlanta với Dallas Austin. Nó được ra mắt vào 14/07 trên BBC Radio 1 và được phát hành vào 5/09 và đã đạt được No.6 trên bảng xếp hạng UK. MV ca nhạc cho "Party Girl" đã được bình chọn đứng thứ nhất bởi các fan, trong đề cử 4Music Video Honours của năm 2010. Album Above the Noise được phát hành vào 15/11. Khi vừa ra mắt, nó đã đạt No.20 trong BXH Album và đạt No.7 trong bảng xếp hạng album được tải xuống. Đĩa đơn thứ 2 được phát hành trong album là "Shine a Light", 1 ca khúc được chắp bút cùng với Taio Cruz. "Shine a Light" đạt No.3 trên bảng xếp hạng UK. Đĩa đơn thứ 3, "That's the Truth", được phát hành vào 6/03/2011.
Ban nhạc đã sản xuất ra 1 phim ngắn dài 30 phút với tựa đề Nowhere Left to Run với chủ đề ma cà rồng với 1 cảnh phòng the có sự diễn xuất của Judd. VIdeo của "Party Girl" đã được cắt ra từ bộ phim. Bộ phim này đã được phát hành dưới dạng DVD vào 29/11 độc quyền bởi các cửa hàng HMV.
Vào tháng 8/2011, McFly thông báo rằng họ sẽ tổ chức 1 tour diễn bao gồm 26 buổi khắp Vương Quốc Anh vào tháng 3 và tháng 4 năm 2012. Vào 1/11 McFly đã hợp tác với Gioia Jewellery để phát hành các mẫu thiết kế trang sức đầu tiền của họ, bao gồm logo Super City của mỗi thành viên. Vào ngày 4/12, Poynter đã chiến thắng cuộc thi I'm a Celebrity... Get Me Out of Here! mùa thứ 11. Vào 17/11, Judd đã thắng cuộc thi Strictly Come Dancing mùa thứ 9.
Trong tour diễn mới nhất của họ, Keep Calm and Play Louder Tour, McFly đã thể hiện 3 ca khúc mới mang tựa đề "Do Whatcha", "Red" và "Touch the Rain", mà sẽ trở thành các ca khúc trong album thứ 6 của họ.
Judd đã được mời để cầm cây đuốc Olympic như 1 phần của Olympic Torch Relay Run cho thế vận hội London 2012. Vào ngày 4/08/2012, McFly đã chơi nhạc cho hơn 50,000 khán giả tại 1 show diễn ngoài trời ở Hyde Park như 1 phần của lễ kỷ niệm Olympic BTLondonLive.
Vào tháng 9/2012, McFly đã biểu diễn 4 show tại Mỹ, 2 buổi tại Roxy danh tiếng tại LA và 2 buổi tại nhà hát Gramercy huyền thoại tại New York. Cả 4 show đều bán hết sạch vé trong ít hơn 1 phút và nhiều người hâm mộ đã phải xếp hàng hàng tiếng trước mỗi show. Trước các buổi biểu diễn tại Mỹ, ban nhạc đã ra mắt một ca khúc mới khác tựa đề "Love is Easy". Vào 2012, họ đã thông báo rằng một cuốn tự truyện tên Unsaid Things: Our Story sẽ được lên kế hoạch phát hành trên Amazon Stores vào tháng 10/2012 và song song với đó, ban nhạc cũng thông báo rằng họ sẽ phát hành album Greatest Hits thứ hai. Fletcher thông báo trên Twitter rằng đĩa đơn tiếp theo của họ sẽ mang tên "Red" vì nó đã được đón nhận rất tốt trong tour diễn nhưng sau đó nó đã được thay đổi thành "Love is Easy", ca khúc được phát hành vào 11/11/2012, trước một tuần so với album tổng hợp Greatest Hits.
Vào tháng 9/2012, ban nhạc đã quay một video đặc biệt cho Chris Moyles Show tập cuối, lý do vì McFly day, khi Chris luôn bật bản nhạc Star Girl mỗi thứ 6 (kể từ tháng 1/2010), phiên bản này đã được đặt tên là Star Boy như một món quà cảm ơn Chris Moyles khi phát "Star Girl" mỗi tuần.
Vào tháng 10/2012, nó đã được thông báo rằng họ sẽ phát hành một album gồm các bản nhạc hay nhất, mang tựa đề Memory Lane: The Best of McFly, bao gồm hầu hết các hit của ban nhạc cũng như 3 bài hát hoàn toàn mới, Love Is Easy, "Do Watcha" và "Cherry Cola". Album này đã được phát hành vào 26/11/2012 và đĩa đơn mới "Love Is Easy" được phát hành vào 18/11/2012. Nó bắt đầu ở vị trí No.10, và album theo sau đạt vị trí No.21. Một vài tuần trước khi "Love Is Easy" được lên kế hoạch mở bán, McFly thông báo rằng họ sẽ đẩy ngày phát hành lên trước một tuần, nghĩa là ngày phát hành mới sẽ là 11/11/2012. Vào tháng 11/2012, họ cũng thông báo rằng họ sẽ đi tour với 18 buổi biểu diễn khắp UK giữa tháng 4 và 5 năm 2013 để quảng bá album.
Vào 11/10/2012, McFly xuất bản cuốn tự truyện đầu tiên của họ, Unsaid Things: Our Story, được đặt tên theo một bài hát trong album đầu tiên của họ. Cuốn sách là một câu chuyện kể-hết, bao gồm những thông tin độc đáo được tiết lộ lần đầu tiên kể từ khi ban nhạc được thành lập. Họ chia sẻ các câu chuyện về tuổi thơ, sự trở nên nổi tiếng và kể cả các thử thách mà họ phải đối mặt.

### 2013-2015: Kế hoạch cho album phòng thu thứ 6 và McBusted.
McFly xác nhận rằng họ sẽ tham gia vào 1 tour diễn 18 buổi (sau đó chuyển thành 21) để quảng bá cho album Memory Lane: The Best of McFly, diễn ra vào khoảng thời gian tháng 4-5. Một người bạn của họ - James Bourne đã tham gia vào một số buổi diễn. McFly sau đó đã tham gia một số chuyến đi để viết nhạc trong giai đoạn sáng tác của album này và họ đã hợp tác với Matt Willis và Bourne. Tựa đề của các bài hát sau này sẽ là "Hyperion", "Break Me", "We were only kids", "Dare You To Move", "Hammer Ring", "Josephine", "Love Is Easy", "Do Watcha", "Cherry Cola", "Red", "Love Is on the Radio" và "Touch the Rain". "Love Is Easy" đã được phát hành như một đĩa đơn vào năm 2012 trong khi "Do Watcha" và "Cherry Cola" đều được bao gồm trong album Memory Lane: The Best of McFly. "Red" và "Touch the Rain" đều được biểu diễn trước trong tour Keep Calm and Play Louder năm 2012. "Love Is on the Radio" thì được biểu diễn trong những show diễn kỷ niệm 10 năm của họ tại Royal Albert Hall vào năm 2013. "Love Is on the Radio", đĩa đơn đầu tiên trong album mới của họ, đã được phát hành vào 24/11. Mặc dù album đã được lên kế hoạch phát hành vào mùa xuân năm 2014, nhưng nó đã phải hoãn lại. Cuốn tự truyện của McBusted bởi Jennifer Parker ngụ ý rằng album thứ 6 đã bị bỏ rơi để nhường chỗ cho album đầu tay của McBusted. Vòa tháng 11/2013, ban nhạc đã sáng tác và biểu diễn những bản nhạc phong cách mới trong The Paul O'Grady Show. McFly đã bộc lộ rằng họ muốn một colab với Jessie J những chưa có một kế hoạch cụ thể. Album này có thể được góp giọng bởi Bourne và Willis.
Vào cuối tháng 1/2013, McFly đã tham gia một chuyến đi sáng tác với Bourne và đã chắp bút nên 5 bài hát mới. Vào đầu tháng 4, McFly đăng tải một video về demo một bài hát phiên bản acoustic tên là "My TVR" trên trang youtube chính thức của họ. Bài hát đã được chắp bút cùng với Bourne, tuy rằng không rõ nó có được bao gồm trong album mới của họ. Vào ngày 19/05, ban nhạc thông báo trên Twitter rằng họ cũng sẽ tổ chức 2 buổi diễn đặc biệt tại Royal Albert Hall để kỷ niệm 10 năm ngày họ thành lập ban nhạc. Tuy nhiên do nhu cầu quá lớn, 2 buổi diễn đã được bổ sung. Thêm vào đó, buổi diễn vào ngày thứ 7 đã được stream trực tiếp trên website của ban nhạc cho các fan hâm mộ không thể tham dự. Trong buổi phỏng vấn với BIg Top 40 Webchat, Fletcher miêu tả các buổi diễn này là "các buổi biểu diễn ưa thích của anh ấy". Cả 4 show đều được diễn ra vào tháng 9 và có sự xuất hiện của McBusted, một colab bất ngờ giữa McFly và Busted, loại trừ Charlie Simpson. Tiếp nối các buổi diễn với Busted, cả 2 ban nhạc thông báo một tour diễn 30 buổi tại Vuơng Quốc Anh dưới tên McBusted. The McBusted Tour là tour diễn lớn nhất của năm 2014.
Vào năm 2015, họ đã tổ chức tour diễn McBusted thứ 2, McBusted's Most Excellent Adventure Tour. Họ cũng phát hành DVD live theo tour diễn.
Vào ngày 21/6, trong một bài phỏng vấn Fletcher bởi Fabulous magazine cho ngày của Cha, Fletcher nói rằng "McBusted là một cơ hội để làm những điều vui vẻ mặc dù chưa biết được nó sẽ đi đến đâu, nhưng đối với tôi McFly là cả cuộc đời. McBusted đã cực kỳ vui, nhưng nó không phải là nơi tâm huyết của chúng tôi hướng đến.McFly là hơn cả một ban nhạc, chúng tôi sống và thở trong nó. Chúng tôi muốn làm album thứ 6."
Trong một bộ phim tài liệu với Fearne Cotton, Jones xác nhận rằng McFly sẽ có 3 album chưa được phát hành. Ban nhạc hiện tại đang trong quá trình tạm nghỉ nhưng đã có một ngụ ý rằng sẽ có một sự tái hợp trong tương lai, khi Jones nói rằng "THật là tốt khi có một thời gian nghỉ ngơi sau 12 năm rưỡi với McFly. Chúng tôi chưa từng có một thời gian như vậy, vì thế chúng tôi sẽ tạm nghỉ một vài tháng và xem cảm nhận ra sao. Khi chúng tôi đều đã được làm mới, chúng tôi sẽ tiếp tục và làm album tuyệt vời nhất".

### 2016: McFly trở lại và The Anthology
Vào ngày 25/04/2016, ban nhạc thông báo rằng họ sẽ trở lại và tổ chức tour diễn vào tháng 6/2016, và họ sẽ chơi tất cả 5 album bao gồm thêm vài bài hát cho album tiềm năng mới trong 3 buổi tại 4 thành phố: Glasgow, Birmingham, Manchester và London, với tên gọi "The Anthology". Trả lời 1883 Magazine, Fletcher nói rằng: "Sau khi kết thúc 2 tour diễn đỉnh cao với McBusted, chúng tôi rất muốn làm điều gì đó mới mẻ với tour diễn này để báo trước cho sự trở lại của McFly. Vì thế chúng tôi sẽ chơi tại một vài địa điểm rock biểu tượng nơi mà cho phép các fan hâm mộ được trải nghiệm và tiếp xúc gần gũi với chúng tôi hơn." Jones thêm vào: "Chúng tôi sẽ chơi tất cả các bài hát từ tất cả album qua 3 đêm nhạc ở mỗi thành phố, và thêm một vài bất ngờ. Nó sẽ là một khối lượng lớn bài hát để luyện tập, nhưng cũng rất phấn khởi!" Họ cũng hé lộ rằng sẽ sản xuất âm nhạc mới sau tour diễn, khi Judd nói rằng: "Chứng tôi đều đồng ý để đi tour trước tiên và sau đó nó sẽ là chất xúc tác để những điều tiếp theo diễn ra." Vòa ngày 25/05/2016, họ công bố rằng ban nhạc sẽ lùi ANthology Tour vì lý do Judd đã bị thoát vị ở vùng cổ. McFly cuối cùng cũng đi tour vào tháng 9/2016.

### 2016-2019: Sự tạm hoãn vô thời hạn
Kết thúc tour diễn, ban nhạc hé lọ rằng họ đã viết 2 album dang dở đã được thu âm từ Above the Noise. Fletcher nói rằng: "Sau một khoảng thời gian chắc chắn, bạn sẽ cảm thấy rằng đó là nơi mà bạn đang đạt tới[..]Nếu chúng tôi phát hành mọi thứ và chúng tôi đã thu âm 3 năm trước, chúng tôi sẽ không thể 100 phầm trăm theo sau nó được. Chúng tôi vẫn yêu thích các bài hát này nhưng chúng tôi cảm thấy hứng khởi hơn khi làm nhiều điều khác." Ngày hôm sau, họ công bố rằng cuối cùng họ sẽ bắt đầu thu âm âm nhạc mới vào tháng 1/2017. Vòa tháng 12/2016, Judd bật mí rằng bài hát của McBusted "Getting It Out" lẽ ra sẽ được xuất hiện trong album viết dở của ban nhạc. Sự trở lại của McFly vẫn bị hoài nghi, khi Fletcher đang làm việc cho một bộ phim và thường xuyên viết sách mới. Jones được đồn là đang khởi động sự nghiệp solo và sắp đón người con trai mới.Vào đầu năm 2018, nó đã được công bố rằng Poynter sẽ đi tour cùng với ban nhạc A. Các buổi diễn đó đã được hoàn thành và không biết rằng sắp tới Poynter có tham gia cùng họ nữa không. Judd thì đang quảng bá cuốn sách mới của anh ấy "Get Fit, Get Happy" cũng như đang làm cha của con trai mới sinh Kit. Một chuyến đi sáng tác đã được hoàn thành vào tháng 1/2017 để viết nốt album thứ 6, còn lại chưa có một sự tiến triển nào cho album này. Vào ngày 14/03/2018, ban nhạc xác nhận qua Twitter rằng các chàng trai đang tập trung vào các dự án solo, nhưng luôn nghĩ tới việc sản xuất âm nhạc mới trong tương lai. Các thành viên vẫn ủng hộ nhau trong các dự án riêng, trong đó có Tom, Jones và Judd colab với nhau trong tháng 3/2018. Tất cả các thành viên đều cho rằng âm nhạc mới rồi cùng sẽ được phát hành khi thời gian và âm nhạc phù hợp.
Poynter cũng thành lập một ban nhạc tên Ink. Fletcher thì có một vài cuốn sách được phát hành, bao gồm the Christmasaurus, cuốn sách được chuyển thể thành kịch và Fletcher đang làm việc để đưa nó lên màn ảnh. Judd đang đi tour với vở nhạc kịch tên Rip It Up. Jones đã khởi tạo trang web riêng của anh ấy với bài hát được phát hành vào tháng 7/2018 với tên Is This Still Love.
Vòa tháng 7/2018, McFly đã chơi nhạc tại lễ kỷ niệm lễ cưới của Matt, cũng là lần đầu tiên ban nhạc cùng biểu diễn sau 2 năm.

### 2019-nay: The Lost Songs và tour diễn comeback 2020
Vào ngày 5/01/2019, Poynter xác nhận qua một podcast trên trên Sappenin' Podcast with Sean Smith rằng McFly sẽ trở lại sau thời gian tạm hoãn với một album mới trong năm này và họ cũng sẽ tổ chức một tour diễn mới trong mùa hè.
Sau đó, vào ngày 9/09, trang Instagram của ban nhạc đăng tải một video về logo micro, cùng với âm thanh của đàn guitar khi bức ảnh được lấy nét. Đây cũng là bài đăng đầu tiên của trang này từ 2017. Tất cả các thành viên của ban nhạc tiếp tục đăng tải bài tương tự lên trang cá nhân của họ, công bố rằng một buổi Instagram Live lúc 9:30 ngày hôm sau (10/09). Thông báo này có liên quan đến album đầu tiên của ban nhạc kể từ 9 năm trước, The Lost Songs, cũng như show diễn đầu tiên the O2 Arena (trước đó họ đã từng biểu diễn tại Jingle Bell Ball 2010). Tiếp nối sự cháy vé của show diễn tại O2, ban nhạc công bố thêm tour diễn 14-show đánh dấu sự trở lại chính thức vào 2020.

## Ảnh hưởng
McFly vẫn luôn được nhắc đến như một ảnh hưởng tới

## Danh mục đĩa phát hành
Album phòng thu
- Room on the 3rd Floor (2004)
- Wonderland (2005)
- Motion in the Ocean (2006)
- Radio:Active (2008)
- Above the Noise (2010)
- The Lost Songs (2019)

## Danh sách thành viên
- Tom Fletcher - Hát chính, guitar đệm, piano, ukulele (2003 - nay)
- Danny Jones - Hát chính, guitar lead, harmonica (2003 - nay)
- Dougie Poynter - Guitar bass, hát bè và thỉnh thoảng hát chính (2003 - nay)
- Harry Judd - Trống, bộ gõ (2003 - nay)

Thành viên tour diễn
- Isaac Aryee - keyboards (2006 - 2012)

## Tour diễn
- McFly: The Tour (2004)
- Wonderland (2005)
- Motion in the Ocean (2006)
- Up Close and Personal (2007)
- Greatest Hits (2007)
- Radio:Active (2008)
- Up Close... and This Time It's Personal (2009)
- Before the Noise (2010)
- Above the Noise (2011)
- Keep Calm & Play Louder (2012)
- Memory Lane (2013)
- 10th Anniversary Shows (2013)
- Anthology Tour (2016)
- The Lost Songs Tour (2019, 2020)

## Giải thưởng
2004
- Walt Disney Awards – Best Newcomer
- Smash Hits Awards – Best UK Band
- Smash Hits Awards – Best Album for Room on the 3rd Floor
- Smash Hits Awards – Best Video for "That Girl"
- Smash Hits Awards – Best Stars of the Year
- Smash Hits Awards – Most Fanciable Male (Danny Jones)

2005
- Smash Hits Awards – Best UK Band
- Smash Hits Awards – Most Snoggable Male (Danny Jones)
- Smash Hits Awards – Best Single for "All About You'"
- Smash Hits Awards – Best Album for Wonderland
- BRIT Awards – Best Pop Act

2006
- Virgin.net Music Awards – God Group
- BT Digital Music Award for People's Choice Award for Best Official Music Site

2007
- Nickelodeon UK Kids Choice Awards – Best Band (also hosted)
- UK Festival Awards – Best Pop Act (for appearance at V Festival)
- Virgin.net Music Awards – Best Live Act

2008
- Nickelodeon UK Kids Choice Awards – Best Band
- Star Smash Awards 2008 – Best Album (Radio:ACTIVE)
- Star Smash Awards 2008 – Best Band
- Star Smash Awards 2008 – Artist of the Year

2009
- Meus Premios Nickelodeon Brazil 2009– Best International Artist
- UK Music Video Awards – Best Live Music Coverage
- News of the World – The Most Sexiest Men of the Year (Dougie Poynter)
- Also nominated for MTV Latin Awards

2010
- 4Music Video Honours – Best Video of 2010 for Party Girl

2011
- Nordoff Robbins – American Express Digital Innovation Award
- In Rock Magazine – Best British Band

2012
- Nordoff Robbins Music Awards – Best Live Act

2013
- The Verified Teen Awards – Best Live Act
- The Verified Teen Awards – Best Band

2014
- Nickelodeon Kids' Choice Awards UK – Favourite UK Band of the Decade (Honorary award)

## Ấn phẩm phát hành
- McFly – Unsaid Things...Our Story

## Đường dẫn ngoài
- Trang web chính thức Lưu trữ ngày 7 tháng 4 năm 2013 tại Wayback Machine
- McFly trên AllMusic
- McFly trên IMDb